# Park Wilsona w Poznaniu
Park Wilsona w Poznaniu – zabytkowy park w Poznaniu, na Łazarzu, na obszarze jednostki pomocniczej Osiedle Św. Łazarz, do 1925 funkcjonujący jako ogród botaniczny. 

## Charakterystyka
Zajmuje powierzchnię 7,2 ha, a jego początki sięgają 1834 roku, kiedy to teren dzisiejszego parku wykupiło Towarzystwo do Upiększania Miasta i Jego Okolic, zakładając tu szkółkę drzew, którymi obsadzano miejskie ulice i place. W 1902 Towarzystwo przekazało szkółkę miastu i udostępniono ją publiczności. Powstał tu pierwszy w Poznaniu ogród botaniczny (urządzanie parku zakończono w 1904 według projektu Hermana Kube). Na terenie parku w 1910 wzniesiono palmiarnię (wzniesiono ją w ramach Wystawy Wschodnioniemieckiej Przemysłu, Rzemiosła i Rolnictwa). Po wojnie, w 1926, park otrzymał jako patrona prezydenta USA Thomasa Woodrow Wilsona, który pod wpływem Ignacego Jana Paderewskiego przyczynił się do odzyskania przez Polskę niepodległości w 1918 r. W końcu czerwca 1927 powstał komitet budowy planetarium, które miało powstać na skraju założenia, u zbiegu ulic Orzeszkowej i Śniadeckich. W 1928 park został włączony w tereny PeWuKi; powstała wówczas parkowa fontanna. 4 lipca 1931 stanął tu pomnik prezydenta ufundowany przez Ignacego Jana Paderewskiego, który odsłoniła wdowa po prezydencie, prezydent RP Ignacy Mościcki, oraz prezydent Poznania Cyryl Ratajski. Autorem rzeźby był Gutzon Borglum - autor twarzy Jerzego Waszyngtona wyrzeźbionej w zboczu góry Rushmore. Pomnik zniszczyli Niemcy.
4 marca 1945, kilka dni po zakończeniu walk o Poznań, odbył się w parku (w obiektach Studium Wychowania Fizycznego) pierwszy w mieście publiczny koncert muzyczny po II wojnie światowej (udział wzięli m.in. Stefan Stuligrosz, Wiktor Buchwald i Wanda Falkówna).

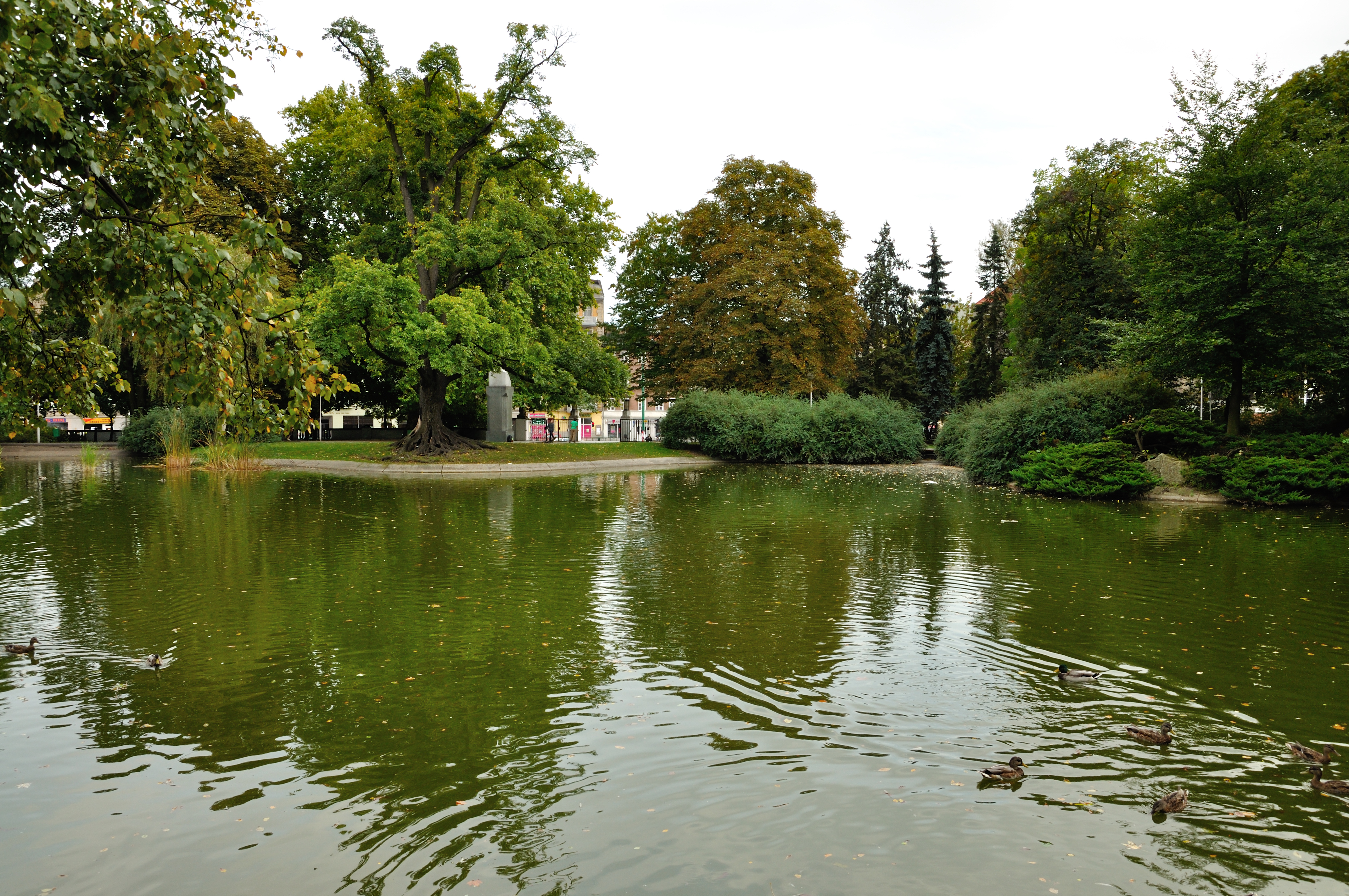
Południowa część parku w stylu angielskim

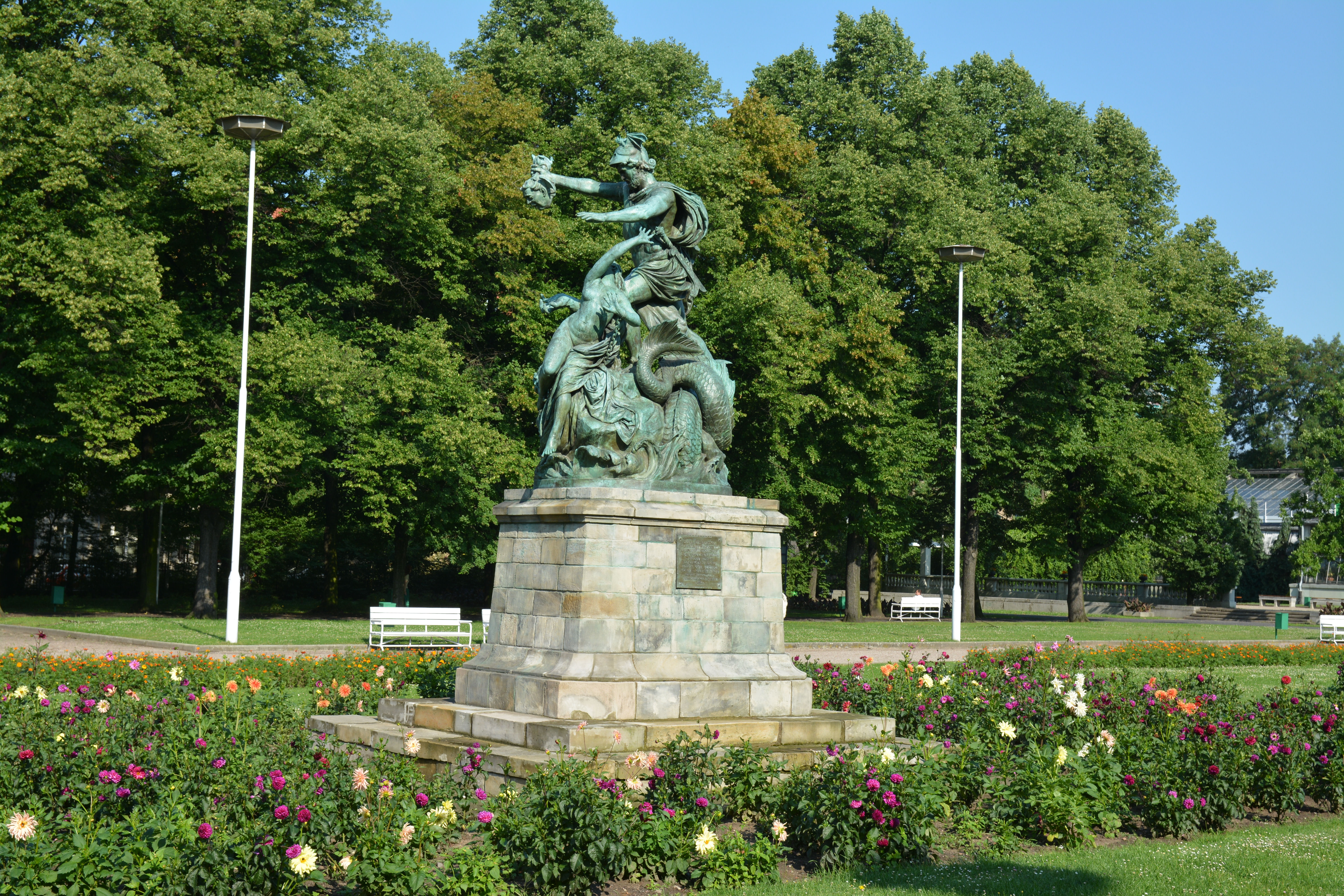
Uwolnienie Andromedy przez Perseusza

Po wojnie, w 1951 park przemianowano na park Marcina Kasprzaka, a na miejscu pomnika Wilsona, w 1963 stanął pomnik rewolucjonisty. W 1990 park wrócił do przedwojennej nazwy, a postać Marcina Kasprzaka zastąpiło w 1994 popiersie prezydenta Wilsona wyrzeźbione przez Zofię Trzcińską-Kamińską. Pomnik działacza trafił do Czołowa, wsi między Kórnikiem a Rogalinem, gdzie Marcin Kasprzak się urodził. W Parku stoi również murowana muszla koncertowa z 1936, a także odlana w 1891 zgodnie z projektem J. Pfhula rzeźba Perseusza i Andromedy. Była ona podarkiem dla miasta od cesarzowej Wiktorii z okazji jej wizyty w Poznaniu w 1888 r. Rzeźba była wówczas elementem odsłoniętej uroczyście 9 kwietnia 1891 r. fontanny na pl. Królewskim, dziś Cyryla Ratajskiego, a do Parku Wilsona przeniesiono ją w 1956. Park poddano rewitalizacji w latach 1993 i 1994 przywracając między innymi ogrodzenie i rzeźby z bramy wejściowej pochodzące sprzed 1929, autorstwa Edwarda Haupta. Na terenie parku znajdują się dwa drzewa pomniki przyrody: platan o obwodzie pnia 410 cm i wierzba o obwodzie 430 cm.
Park wpisany do rejestru zabytków, zamykany na noc. 